# Thomas Roscoe
Thomas Roscoe (Liverpool, 23 giugno 1791 – Londra, 24 settembre 1871) è stato un traduttore e viaggiatore inglese.

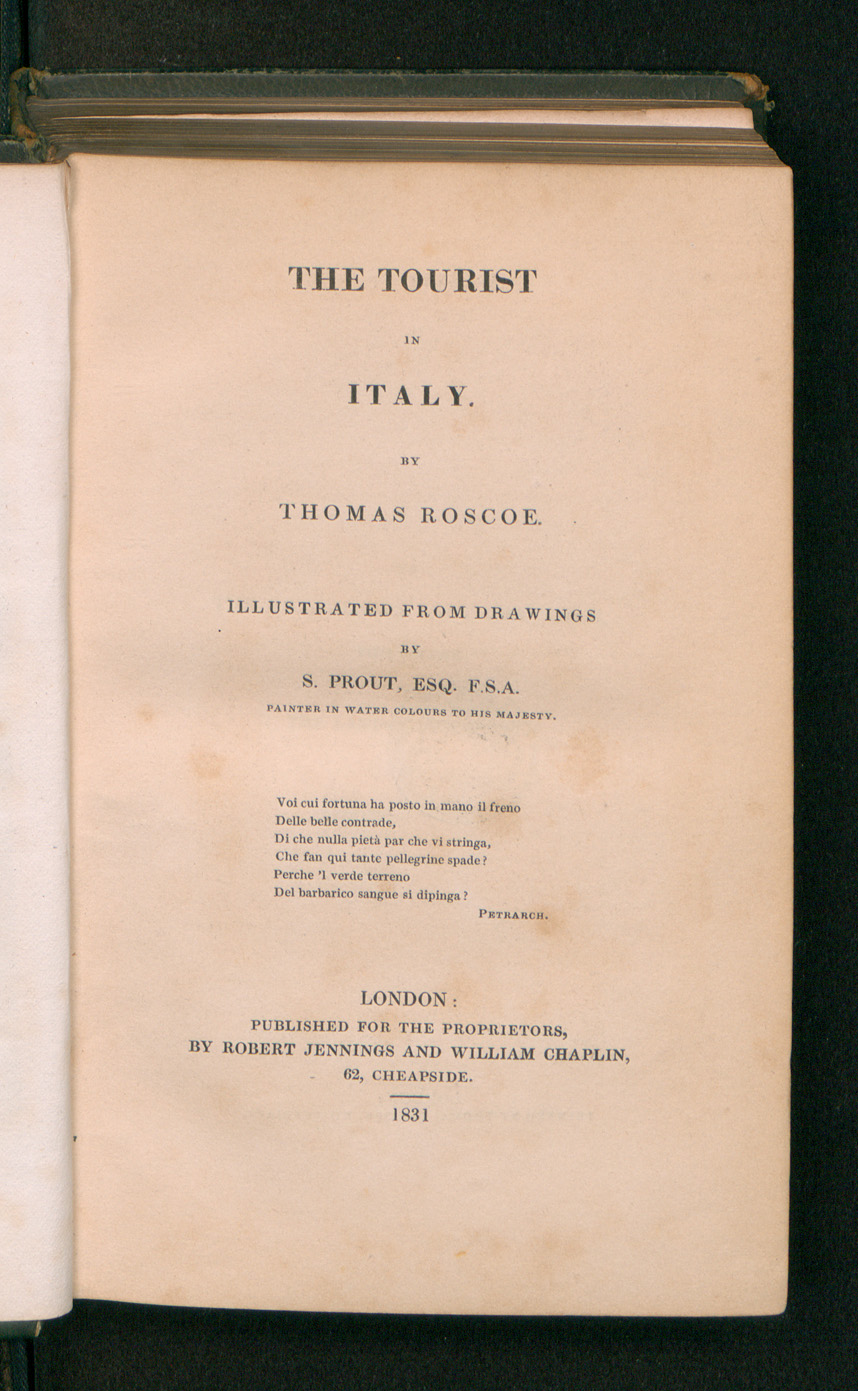
Tourist in Italy, 1831

Quinto figlio di William Roscoe, nacque a Toxteth Park, Liverpool, e fu educato dal dottor W. Shepherd e da mr. Lloyd, tutore privato. Nel 1816, poco dopo la bancarotta finanziaria del padre, Roscoe cominciò a scrivere sui giornali locali e a guadagnarsi da vivere con la letteratura.
Scrisse numerose opere riconducibili alla letteratura di viaggio e tradusse in inglese alcune importanti opere italiane, tra le quali la Vita di Benvenuto Cellini e Le mie prigioni di Silvio Pellico.

## Opere
- Tourist in Switzerland and Italy, London, Robert Jennings, 1830.
- Tourist in Italy, vol. 1, London, Robert Jennings; William Chaplin, 1831.
- Tourist in Italy, vol. 2, London, Robert Jennings; William Chaplin, 1832.
- Tourist in Italy, vol. 3, London, Robert Jennings; William Chaplin, 1833.
- Legends of Venice, London New York Paris, Longman & Orme & Brown & Green & Longmans; Appleton; Fisher, 1841.